# Ortomolibdato de amonio
El ortomolibdato de amonio es el compuesto inorgánico con la fórmula química (NH4)2MoO4. Es un sólido blanco que se prepara tratando el trióxido de molibdeno con amoniaco acuoso. Al calentar estas disoluciones, se pierde amoníaco, para dar el ortomolibdato de amonio, que se usa como un inhibidor de la corrosión y es un intermediario en algunos procesos para obtener molibdeno de sus minerales.

## Reacciones químicas
El calentamiento de ortomolibdato de amonio sólido o el tratamiento con ácido proporciona trióxido de molibdeno. Dichas reacciones proceden a través de dimolibdato de amonio. Este equilibrio se explota en la purificación de molibdeno de sus minerales. Las soluciones acuosas de ortomolibdato de amonio reaccionan con sulfuro de hidrógeno para dar tetratiomolibdato de amonio:
{\displaystyle \mathrm {(NH_{4})_{2}MoO_{4}+4\ H_{2}S\longrightarrow (NH_{4})_{2}MoS_{4}+4\ H_{2}O} }
Reacciona con ácido arsénico al calentarse para formar un precipitado amarillo canario de molibdoarsenato de α-Keggin de amonio:
{\displaystyle \mathrm {(NH_{4})_{2}MoO_{4}+H_{3}AsO_{4}\longrightarrow (NH_{4})_{3}[As(Mo_{3}O_{10})_{4}]+12\ H_{2}O+21\ NH_{4}NO_{3}} }